# 明日の食卓
『明日の食卓』（あしたのしょくたく）は、椰月美智子による日本の長編小説。単行本が2016年8月31日、文庫本が2019年2月23日にKADOKAWAから刊行された。

## 概要
「石橋ユウ」という同姓同名の息子を持つ、住む環境も場所も異なる3人の母親を通し、息子を愛する一方で孤軍奮闘する母親が追い詰められる姿を描く。
2021年に映画版が公開。

## 登場人物
参照：

### 静岡在住・石橋家
石橋あすみ〈36〉
専業主婦。
石橋太一
あすみの夫でサラリーマン。
石橋優〈8〉
あすみと太一の一人息子で小学3年生。

### 神奈川在住・石橋家
石橋留美子〈43〉
フリーライター。
石橋豊
留美子の夫でフリーカメラマン。
石橋悠宇〈8〉
留美子と豊の長男で小学3年生。
石橋巧巳〈6〉
留美子と豊の次男で小学1年生。

### 大阪在住・石橋家
石橋加奈〈30〉
フリーター。
石橋勇〈8〉
加奈の一人息子で小学3年生。

## 評価
- 宮下奈都
  - 暴力の衝動はきっと誰にでも潜んでいる。その現実から逃げずに描き切った勇気を称賛したい[1][2]。
- 吉田伸子
  - 冒頭に「ユウ」という名前の子どもが出てくるが、これが3つの家族のどの「ユウ」なのかを明かさないところが椰月さんの筆さばきの妙である。この冒頭の一節があるためにページをめくるごとに胸に潜む負の空気が少しずつ積み重ねられていくのだ[1]。

## 書誌情報
- 椰月美智子『明日の食卓』、KADOKAWA
  - 単行本：2016年8月31日発売、ISBN 978-4-04-104104-8[1]
  - 文庫本：2019年2月23日発売、ISBN 978-4-04-107429-9[1]

## 映画
2021年5月28日に公開。監督は瀬々敬久、主演は『ジーン・ワルツ』以来、10年ぶりの映画主演作となる菅野美穂。

### キャスト
- 石橋留美子：菅野美穂
- 石橋加奈：高畑充希[6][7][8]
- 石橋あすみ：尾野真千子[6][7][8]
- 石橋悠宇：外川燎
- 石橋優：柴崎楓雅
- 石橋勇：阿久津慶人
- 石橋豊：和田聰宏[4][5]
- 石橋太一：大東駿介[4][5]
- 若杉菜々：山口紗弥加[4][5]
- 西山明奈：山田真歩[4][5]
- 竹内かおり：水崎綾女[4][5]
- 石橋正樹：藤原季節[4][5]
- 安田：宇野祥平[4][5]
- 石橋雪絵：真行寺君枝[4][5]
- 成田依子：渡辺真起子[4][5]
- 藤崎恒雄：菅田俊[4][5]
- 石橋よしえ（加奈の母）：烏丸せつこ[4][5]
- 石橋耀子：大島優子[9]

### スタッフ
- 原作：椰月美智子『明日の食卓』（角川文庫刊）
- 監督：瀬々敬久
- 脚本：小川智子
- 主題歌：tokyo blue weeps「Motherland」
- プロデューサー：大瀧亮、武内健
- 協力プロデューサー：小林剛
- ラインプロデューサー：鶴岡智之
- 監督補：菊地健雄
- 撮影：花村也寸志
- 照明：志村昭裕
- 録音：髙田伸也
- 美術：中川理仁
- 編集：今井俊裕
- VFXスーパーバイザー：立石勝
- タイトルデザイン：赤松陽構造
- 音楽：入江陽
- 音響効果：大塚智子
- 衣装：岩堀若菜
- ヘアメイク：小出みさ
- キャスティング：橋口一成
- 制作担当：丸山昌夫
- 宣伝プロデューサー：筒井史子
- 配給：KADOKAWA、WOWOW
- 制作プロダクション：トラヴィス
- 製作幹事：WOWOW
- 製作：「明日の食卓」製作委員会（WOWOW、KADOKAWA、KDDI、トラヴィス）